# John Wong Soo Kau

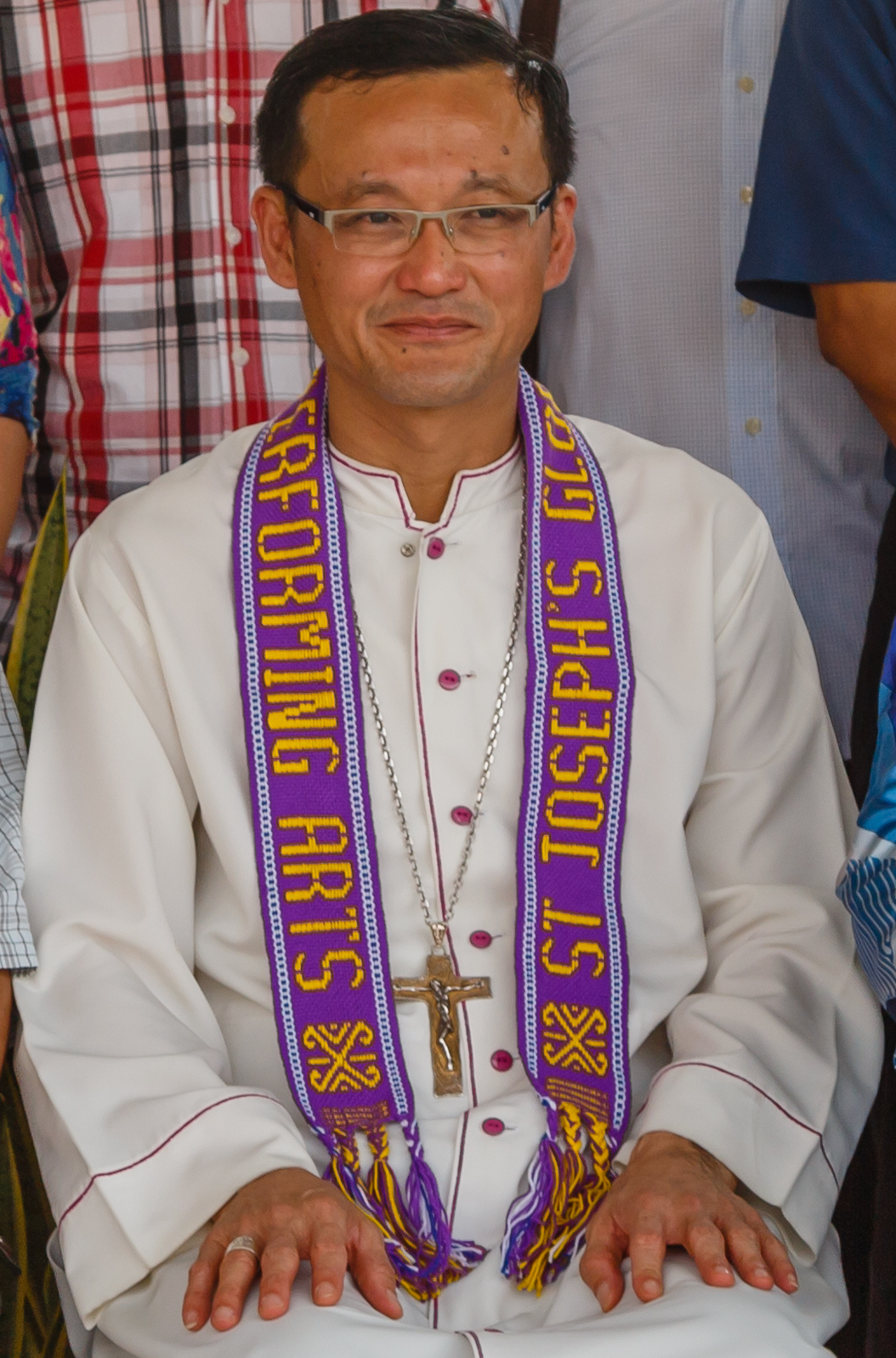
John Wong Soo Kau

Wappen

John Wong Soo Kau (* 6. Juni 1968 in Sandakan) ist Erzbischof von Kota Kinabalu.

## Leben
John Wong Soo Kau wurde am 6. Juni 1968 als siebtes von insgesamt elf Kindern geboren. Er begann seine Schulbildung zunächst an der Chen Ming Chinese School in Sandakan und wechselte dann zur Sekundarschule St Mary.
John Wong Soo Kau empfing am 21. Januar 1999 die Priesterweihe und diente zunächst als Priester in der Sacred Heart Cathedral in Kota Kinabalu. 2002 wurde er zu einer zweijährigen Ausbildung nach Rom entsandt. Nach seiner Rückkehr arbeitete er im Katholischen Diözesanzentrum in der Beratung und Ausbildung von Priesteramtsanwärtern. Er wurde am 16. Juli 2007 in den Klerus des Bistums Sandakan inkardiniert.
Papst Benedikt XVI. ernannte ihn am 21. Juni 2010 zum Koadjutorerzbischof von Kota Kinabalu. Die Bischofsweihe spendete ihm der Erzbischof von Kota Kinabalu, John Lee Hiong Fun-Yit Yaw, am 1. Oktober desselben Jahres zum Bischof; Mitkonsekratoren waren Cornelius Piong, Bischof von Keningau, und Julius Dusin Gitom, Bischof von Sandakan.
Nach der Emeritierung John Lee Hiong Fun-Yit Yaws folgte er diesem am 1. Dezember 2012 im Amt des Erzbischofs von Kota Kinabalu nach.

## Wahlspruch
Sein Wappen zeigt den Wahlspruch „Iman Harapan Kasih“ (Glaube, Liebe, Hoffnung), die drei christlichen Grundtugenden aus 1. Korinther 13, 13.